# Isaac Oliseh
Isaac Oliseh (født 3. august 1993) er en nigeriansk fodboldspiller, der spiller for Jomala IK, i den finske 3. Division. Han spiller primært på den centrale midtbane.

## Klubkarriere

### FC Midtjylland
Isaac Oliseh kom til FC Midtjylland fra samarbejdsklubben FC Ebedei i Nigeria. Den unge midtbanespiller var i sæsonen 2011/2012 en vigtig spiller på det midtjyske U19-hold, der vandt sølvmedaljer.
Oliseh blev i sæsonen 2012/2013 rykket op på FC Midtjyllands førsteholdstrup. 
I oktober 2013 forlængede Oliseh sin kontrakt med FCM, så den nu ville udløbe til slutningen af 2014.

### Thisted FC
I de sidste to timer af transfervinduet i januar 2014, skiftede Oliseh til Thisted FC på en lejeaftale, det bekræfter Midtjylland på deres hjemmeside.
Direktøren i FCM begrundede Oliseh udlejning med følgende begrundelse: "Isaac skal op og have noget spilletid og tanke noget selvtillid. Han er en talentfuld midtbanespiller, som vi fortsat tror meget på, men han skal tage næste step, og her er det vigtigt, at han spiller kontinuerligt. Samtidig er vi glade for, at vi kan hjælpe vores nyeste samarbejdsklub."
Den 12. august 2014 blev Oliseh endnu en gang udlejet til Thisted FC, dog denne gang hele året ud.

### Jomala IK
Fra vinteren 14/15 har Isaac Oliseh spillet for Jomala IK.